# Stoddard-Dayton

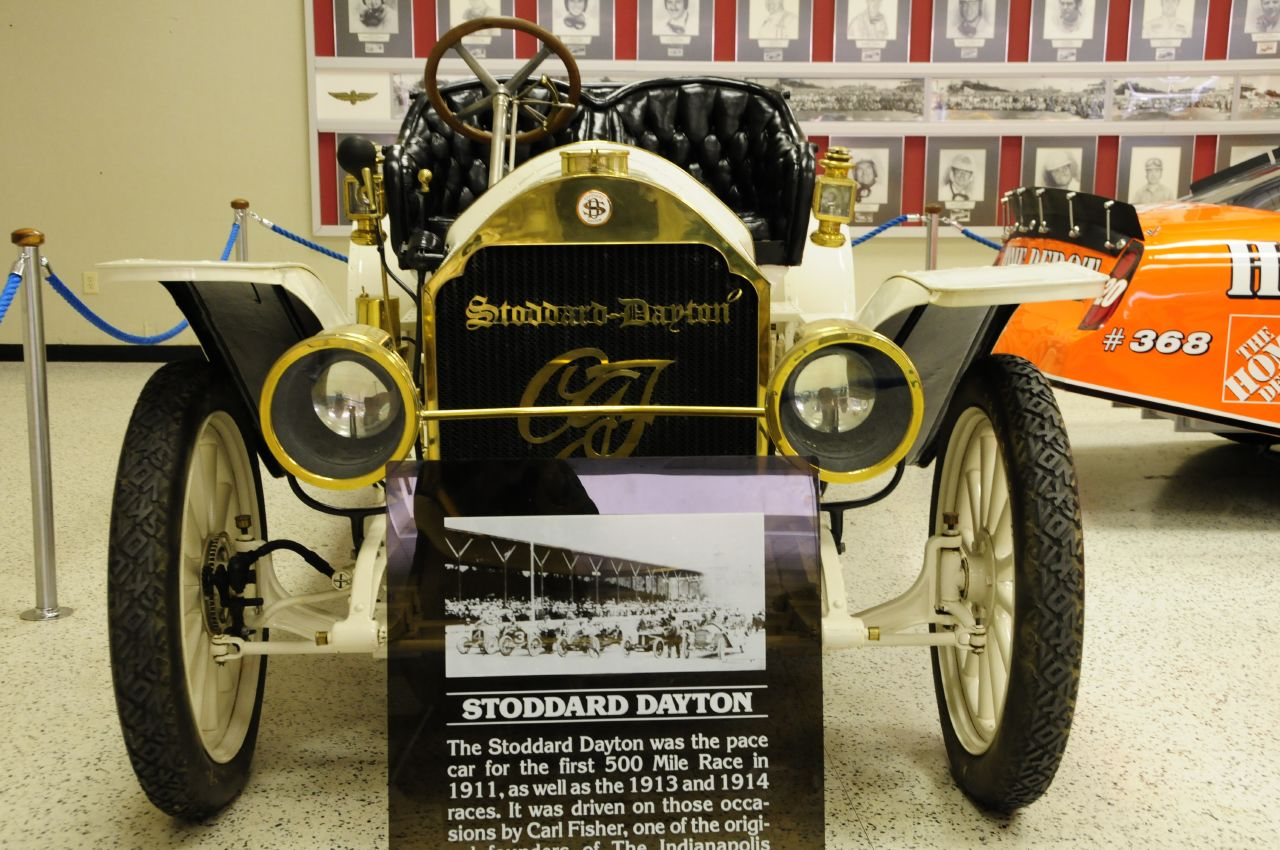
Stoddard-Dayton

Stoddard-Dayton war eine Automarke aus Dayton in Ohio.

## Beschreibung
John W. Stoddard und sein Sohn Charles G. Stoddard betrieben die Stoddard Manufacturing Company. 1904 begann die Produktion von Personenkraftwagen. Noch im gleichen Jahr wurde die Dayton Motor Car Company. 1910 folgte U. S. Motor Company, Stoddard-Dayton Division. 1913 endete die Produktion.
1904 entschloss sich John Stoddard, die Branche der landwirtschaftlichen Geräte, in der er sein Vermögen gemacht hatte, zu verlassen und stattdessen Automobile von hoher Qualität für den sich in den USA gerade entwickelnden Markt zu bauen. Er sandte seinen Sohn Charles nach Europa, damit er dortige Automobilhersteller besuchte. Charles kam mit der Überzeugung zurück, dass Dampf- und Elektroantrieb für Automobile bereits überholt waren. Die ersten Automobile hatten Motoren von Rutenber („Let your steed be worthy of your chariot“ dt.: Lasse dein Streitross deines Wagens würdig sein), Vierzylinder mit 4605 cm³ Hubraum. Die ersten Sechszylindermotoren tauchten 1907 auf. Die letzte Modellreihe bestand aus drei Vierzylindermodellen und einem Sechszylindermodell mit Knight-Motor.
Die Firma baute stets Autos von höchster Qualität mit starken Motoren. Henry J. Edwards (geb. ca. 1872 in England) war Designer und Chefingenieur der Gesellschaft. Die einfacheren Modelle wurden in 15–18 Schichten lackiert, wobei jede Schicht von Hand geschliffen wurde. Die Pullman-Limousinen besaßen 27–28 Schichten, die in der gleichen Weise erstellt wurden. Nach Fertigstellung wurde jedes einzelne Auto 240–640 km auf öffentlichen Straßen eingefahren, dann der Motor zerlegt, die Zylinder gehont, die Ventile neu eingeschliffen, alles wieder zusammengebaut und erneut auf der Straße getestet.
Die ersten Autos wurden Ende 1905 als 1906er-Modelle ausgeliefert. Eine Werbeschrift von 1906 verkündete: „Der neue Stoddard-Dayton Modell D Touring hat GESCHWINDIGKEIT und SYMMETRIE in jeder Achse... Sie können ihre Schwierigkeiten weit fortwerfen und sie Meilen hinter dem Sitz eines echten Automobils verstreuen. Bekommen Sie Ihr tägliches Ozon?.... Der Stoddard-Dayton für US-$ 2.250,-- stellt einen echten wirtschaftlichen Wert zwischen zwei Extremen dar: (1) ein Vierzylinder-Automobil von hohem fiktiven Wert (en.: value) und (2) einen Vierzylindermotor mit niedriger, ja unmöglicher Einschätzung (en.: valuation) – die teuerste Art von Wirtschaftlichkeit. Es ist das RICHTIGE Auto für Sie und es gibt die richtige GARANTIE dazu, die Ihnen Erfüllung und Schutz gewährt. Sofort lieferbar.“
Der Stoddard erwarb sich einen Ruf als Sieger in Autorennen, Sprintrennen, Bergrennen und Rallyes im ganzen Mittleren Westen der USA. Da diese Autos alle aus der laufenden Produktion waren, teilte Dayton Motor Car diese Siege sofort der autointeressierten Öffentlichkeit mit. 1909 gewann ein Stoddard-Dayton das erste Rennen auf dem Indianapolis Motor Speedway mit einer Durchschnittsgeschwindigkeit von 92,2 km/h. Das erste Safety Car der Welt war ein Stoddard-Dayton mit Carl Graham Fisher am Steuer, der 1911 die Indianapolis 500 startete.
1906 gab es drei Modelle:
- ein Runabout für 1250 US-$, mit einem wechselgesteuerten 15 bhp-(11 kW)-Motor ausgestattet
- ein Tourenwagen für 2250 US-$
- eine Pullman-Limousine für 3200 US-$, mit einem 35 bhp-(26 kW)-Motor (und 28 Schichten Lack).

1909 gründete Stoddard-Dayton die Courier Car Co. in Dayton zur Fertigung einer kleineren, leichteren und billigeren Version des Stoddard-Dayton. Der neue Wagen hieß Courier.
1911 bot Stoddard-Dayton zwanzig verschiedene Modelle mit vier verschiedenen Motoren an: Pullman-Limousinen, Landaulets, Coupés, Tourenwagen, Torpedos, Roadster, LKW, Taxis und Lieferwagen. Hier einige Beispiele:
- Savoy,  1350 US-$ mit 28-bhp-(21-kW)-Motor
- Stratford mit 38-bhp-(28-kW)-Motor
- Saybrook mit 48-bhp-(35-kW)-Motor
- Special mit 58-bhp-(43-kW)-Motor
- Stoddard-Dayton-Knight Pullman-Limousine, 6250 US-$, mit 70 bhp-(51 kW)-Sechszylindermotor

1912 wurden ca. 25.000 Automobile in 26 Modellen gefertigt. Im Juni 1912 wurde Stoddard-Dayton Teil der United States Motor Company, die die Marke Stoddard-Dayton mit der simplen Behauptung: „Keiner fährt weiter, keiner fährt schneller“ anpries. Die neue Gesellschaft kaufte eine große Menge Motoren von den Atlas Engine Works in Indianapolis und verpflichtete sich zur Abnahme von 30.000 Fahrgestellen. Dies führte zu finanziellen Problemen. Im Februar 1912 gab Charles Stoddard seinen Posten als Vizepräsident der United States Motor Company auf und Henry Edwards, der Chefingenieur, kündigte ebenfalls und gründete eine eigene Firma unter dem Namen Edwards Motor Company zu gründen. Stoddard blieb Direktor der United States Motor Company und beließ auch sein Geld in der Firma. Ende 1912 musste die Firma aber Konkurs anmelden und wurde 1913 aufgelöst. Damit ging auch der Stoddard-Dayton unter.
Die Reste der Dayton Motor Car Company wurden von der reorganisierten Maxwell Motor Company übernommen. Dort wurden Teile für die Montage in New Castle (Indiana) und später in Detroit (Michigan) gefertigt. 1913 bot Maxwell wieder die Stoddard-Dayton-Modelle 30, 38 und 48 (Savoy, Stratford und Saybrook) an. Möglicherweise waren dies aber auch noch aus dem Vorjahr übriggebliebene Exemplare. Das Modell 48 von 1913 besaß eine Anlasser und elektrische Beleuchtung, für die 200 US-$ Mehrpreis bezahlt werden mussten. Später wurde Maxwell selbst Teil von Chrysler und die Fabrik in Dayton wurde zu Chrysler AirTemp.
Stoddard-Dayton reagierte nur langsam auf die Erfordernisse des Massenmarktes und hielt sich an eine Strategie höchster Qualität, auch nachdem Automobile nicht mehr nur Statussymbole der reichen Leute waren. Die Firma baute die bestmöglichen Autos, während Ford und General Motors die billigstmöglichen baute. Stoddard-Dayton dehnte sein Modellangebot auf alle Preisklassen aus, änderte aber nie die grundsätzlichen Produktionsmethoden. Das klassische Beispiel dafür war der 11-teilige Kühlerverschluss für die Pullman-Limousine: zwei Stifte, Dichtung, Dichtungshalter, Schrauben und Öffner. Er war fest mit dem Kühler verbunden, sodass er nicht verloren gehen oder gestohlen werden konnte und konnte mit nur einer Drehung des Öffners geöffnet werden, auch wenn der Motor heiß war. Zur gleichen Zeit spuckte in Detroit eine Ford-Presse Kühlerverschlüsse am laufenden Band aus, auf die dann ein Gewinde geschnitten wurde. Ja, manchmal verkantete sich das Gewinde und der Verschluss konnte bei heißem Kühler auch nicht geöffnet werden, aber das Modell T kostete auch nur 399 US-$.